# Autonomia político-administrativa
Autonomia político-administrativa é o poder das entidades de fazer as suas próprias leis e administrar os seus próprios negócios, sob qualquer aspecto, consoante as normas e princípios institucionais de sua existência e dessa administração. É uma condição na qual um Estado ou suas subdivisões administrativas regem sua conduta política e administrativa segundo suas próprias leis sem qualquer interferência externa.
A palavra vem do grego antigo αὐτονομία, de αὐτόνομος transl. autonomos, termo formado por  αὐτο, tranl. auto ("próprio") e  νόμος, nomos ("lei"), significando  'direito de reger-se segundo leis próprias' ou capacidade de se autogovernar.
A autonomia política diz respeito às escolhas, às relações dos governantes com o intuito de projetar seu programa governamental. A autonomia administrativa refere-se à execução dos projetos, à efetivação dos atos administrativos.